# Andrew Gurr
Andrew Murray Gurr (nacido en 1944) es un diplomático británico y Gobernador de Santa Elena, Ascensión y Tristán de Acuña entre 2007 y 2011. Se desempeñó como Jefe Ejecutivo de las Islas Malvinas entre 1994 y 1999.